# Pandemia de gripe A (H1N1) de 2009 en China
La pandemia de gripe A (H1N1), que se inició en 2009, arribó por primera vez a la República Popular China el 1 de mayo de 2009 en la Región Administrativa Especial de Hong Kong. De esta manera, La RPC fue el segundo país en reportar casos de gripe A en el continente asiático.
Sin embargo, la primera persona contagiada en la China continental por la pandemia se trató de un joven chino proveniente de San Luis, Misuri, Estados Unidos, el 11 de mayo de 2009. El primer caso en la China continental (República Popular China) se dio en la provincia de Sichuan, en la cual se indicó que se trataba de un hombre de 30 años que estaba siendo tratado en un hospital en la capital de la provincia Chengdu y puesto en cuarentena.

## Brote
La primera persona infectada fue un mexicano procedente de Shanghái, y le fue detectado el virus en la Región administrativa especial de Hong Kong, siendo este el segundo caso confirmado en todo el continente asiático. Esto aconteció el 1 de mayo de 2009, según el secretario de Alimentación y Salud, York Chow, en una conferencia de prensa. El paciente tomó un vuelo desde Shanghái con la línea aérea China Eastern Airlines, y se alojó en el Hotel Metropark, de Causeway Bay, en Hong Kong. Otras tres personas que viajaban con él fueron puestas en cuarentena en el hotel Princess Margaret.
El 11 de mayo, se confirma el primer caso de la nueva gripe en la China continental, en un hombre de la provincia de Sichuán que regresó de San Luis, Misuri, Estados Unidos. Mientras que las autoridades taiwanesas anunciaron que una mujer y su hija de corta edad, que regresaron de Estados Unidos, eran los dos primeros casos sospechosos de gripe A (H1N1) en el país.
El 20 de mayo, Taiwán reportó su primer caso en un extranjero de 52 años que llegó a Taipéi el 18 de mayo desde Nueva York vía Hong Kong.
El 11 de junio, las autoridades sanitarias chinas y hongkonesas informaron de 29 nuevos casos de gripe AH1N1, por lo que el número total de afectados se elevó a 189, según la agencia oficial Xinhua.
Para el 21 de junio, el número de personas con el virus era de 797 personas (414 en China continental, 320 en Hong Kong, 60 en Taiwán y 3 en Macao).
Hasta el 7 de mayo de 2010 (fecha de la última actualización), la República Popular China (incluyendo a Hong Kong y Macao) y la República de China reportaron 162.148 casos y 923 muertes por la gripe A (H1N1).

## República Popular China
El 11 de mayo, China continental confirmó su primer caso, luego de que el 1 de mayo se confirmara el primer caso en la Región administrativa especial de Hong Kong. 
 El infectado había viajado desde San Luis, Misuri, hacia China, tomando un vuelo de la aerolínea estadounidense Northwest Airlines hacia Pekín, con escala en Tokio. Permaneció en Pekín horas antes de trasladarse a Chengdú, cuando empezó a sentirse con fiebre, dolor de cabeza y tos. El contagiado permaneció aislado en un hospital para enfermedades infecciosas de Chengdú, la capital de la provincia sureña Sichuan.
Las autoridades chinas también informaron de que se buscaban los 143 pasajeros del avión Tokio-Pekín de la compañía Northwest Airlines, en la cual el infectado tomó, después de llegar a la capital japonesa desde Minesota, y a los 150 del vuelo de Sichuan Airlines 3U8882 que tomó el mismo día en Pekín.
El 25 de mayo se reportaron otros 3 nuevos casos elevando el número en China a 11, luego de que un hombre de Pekín que regresó de Toronto en un vuelo de Air Canada tras visitar sus familiares durante un mes se convirtió en el noveno caso. Tras sentirse mal e ir al hospital, fue puesto en cuarentena.
El 2 de junio la cifra de casos confirmados de la nueva gripe en la parte continental aumentó a 49, después de que se confirmaran 10 personas más. La provincia oriental de Fujian reportó tres nuevos casos, el de una china de 28 años de edad, y a dos niñas chinoestadounidenses, todas de Nueva York, Estados Unidos.
El 10 de junio, la parte continental de China reportó 10 nuevos casos confirmados de gripe A (H1N1), llevando el total a 111, sin haberse reportado ninguna muerte, informó el Ministerio de Salud Pública.
El 17 de junio, la parte continental de China confirmó 27 nuevos casos de gripe A(H1N1), elevando el total de infecciones a 264. La provincia sureña de Guangdong reportó nueve casos más, mientras la municipaliad de Shanghái reportó ocho, informó el Ministerio de Salud Pública en un comunicado.
El 21 de junio, el número de infectados en la China Continental subió a 414 casos confirmados.
Hasta el 7 de mayo de 2010 (fecha de la última actualización), la República Popular China reportó 120.940 casos y 800 muertes por la gripe A (H1N1), sin incluir a las regiones administrativas especiales de Hong Kong y Macao.

### Medidas
La Administración General de Supervisión de Calidad, Inspección y Cuarentena (AQSIQ) de China emitió un aviso de emergencia en la tarde del 26 de abril a los visitantes que regresaban de las zonas afectadas por la gripe, el cual decía que dentro de dos semanas estarían en cuarentena si experimentaban síntomas de gripe.
El 26 de abril el ministro de Salud de China dijo que las medidas de prevención, y la cooperación iniciada con la OMS y las agencias gubernamentales mexicanas y estadounidenses ayudarían a contener el brote. Según Wang Jing del Instituto de Investigación y Ciencia en Cuarentena e Inspección, las medidas impuestas por China en contra la gripe aviar son suficientes contra esta nueva enfermedad.
El 2 de mayo, el Gobierno chino decidió suspender los vuelos de México a Shanghái, dijo el ministro de Relaciones Exteriores. Mientras tanto, la Administración de Aviación Civil de China también asignó un vuelo chárter para transportar de regreso a los ciudadanos chinos en México. Entre otras aerolíneas, China Eastern Airlines fue la primera en hacerlo, ya que tenía su base en Shanghái, donde llega el único vuelo de Ciudad de México, pero luego se unió la aerolínea con base en Cantón China Southern Airlines, ya que los aviones de la aerolínea de Eastern Airlines no caben en la terminal del Aeropuerto Internacional de Tijuana. El vuelo que reemplazaría al vuelo de China Southern salió del Aeropuerto Internacional Guangzhou Baiyun a las 21:00 el 3 de mayo como un vuelo normal hasta hacer escala en  Los Ángeles, y luego volar vacío a la Ciudad de México para recoger a 120 turistas varados. El vuelo chárter estimó su arribo a Shanghái a las 11:00 en la mañana del 5 de mayo, y todos los pasajeros verían a médicos en caso de que lo necesitasen.
Mei Liang, una experta de la Administración de Aviación Civil de China (CAAC en inglés), dijo el 2 de junio, que más de 400 tripulantes de 32 vuelos habían sido puestos en cuarentena hasta el 31 de mayo desde que se inició el brote de la gripe A(H1N1) a fines de abril.
El 12 de junio, China anunció que redoblaría su vigilancia en las fronteras para frenar la extensión de la pandemia en su territorio. "Siguiendo las recomendaciones de la Organización Mundial de la Salud (OMS), vamos a ajustar los niveles de control, con mayores medidas preventivas en las fronteras", dijo el portavoz del Ministerio de Sanidad chino, Mao Qun’an, luego de que la OMS declara el 11 de junio pandemia mudnial.

### Hong Kong
El 1 de mayo, llega el virus por primera vez a Hong Kong, convirtiéndose en el primer caso reportado en el continente asiático. El primer caso se trató pasajero mexicano, procedente de Shanghái en el vuelo 505 de China Eastern, por lo que él se declaró estado de emergencia sanitaria después de que la Universidad de Hong Kong confirmara el caso de influenza AH1N1.
Otros casos siguieron apareciendo conforme el virus contagiaba a más persona, otra de las contagiadas, fue una persona estadounidense de 56 años, que había volado desde San Francisco. Hong Kong también intensificó el nivel de alerta que activa las medidas de protección sanitaria en todos los puertos de entrada de Hong Kong. Como medida de prevención, se utilizan máquinas para tomar la temperatura en todos los puestos de control para identificar pasajeros con fiebre y síntomas respiratorios.  Los pasajeros que tengan temperatura elevada y fiebre, entrarán en cuarentena y serán enviados a los hospitales públicos para investigación adicional. Hong Kong también se convirtió en uno de los primeros países en declarar la gripe porcina como una enfermedad de declaración obligatoria, y gran parte de los procedimientos en contra de la propagación de la gripe porcina fueron aprendidos del brote de SARS de 2003, de la que Hong Kong fue el epicentro.
El 12 de junio, el número de infectados en Hong Kong, aumentó a 73, informaron las autoridades.
El 17 de junio, Hong Kong confirmó otros 54 nuevos casos, elevando la cifra total de la ciudad a 172, informó el Departamento de Salud de Hong Kong. El Departamento indicó que 13 de los casos recién confirmados eran importados, mientras 41 eran locales. Los nuevos casos eran 22 hombres y 32 mujeres de entre tres y 55 años de edad.
El 21 de junio, mientras seguía incrementando a 414 casos en la China continental, en Hong Kong se confirmaron más casos de personas infectadas por el virus A (H1N1), subiendo a 320 casos confirmados.
Hasta el 7 de mayo de 2010 (fecha de la última actualización), Hong Kong reportó 33.109 casos y 80 muertes por la gripe A (H1N1).

#### Medidas y cuarentena

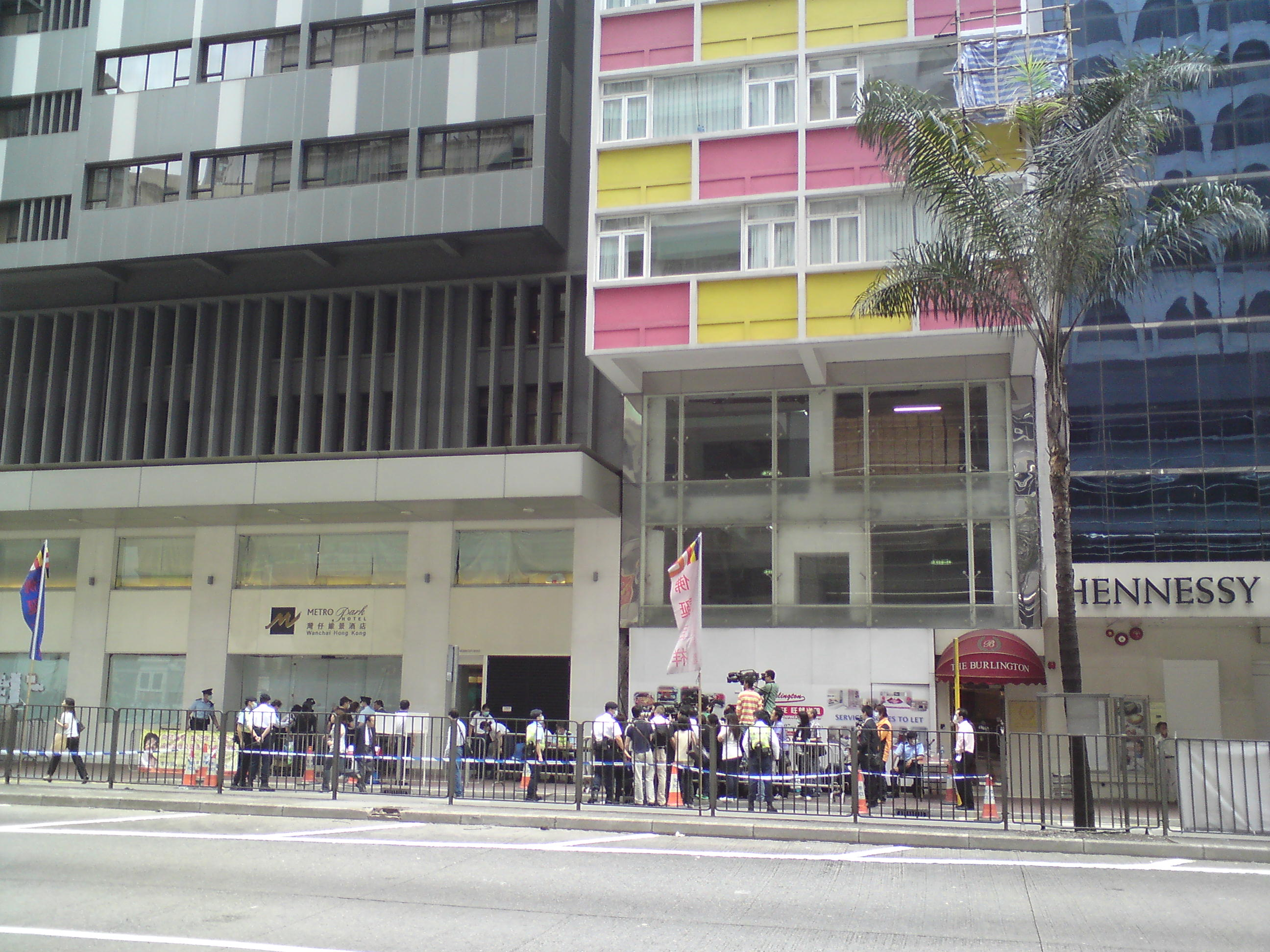
Metropark Wanchai.

El 26 de abril de 2009, Hong Kong informó a sus habitantes de no viajar a México, sólo si fuese absolutamente necesario.
Hasta el 30 de abril, de acuerdo con el Gobierno de Hong Kong, no había ningún caso humano confirmado de la gripe A (H1N1). Hubo 9 pacientes que cumplían los criterios de información designado, de los cuales 8 resultaron negativos para la gripe A (H1N1).
El Secretario para la Alimentación y la Salud, Dr. York Chow, dijo que se prestaría atención especial a los pasajeros que viniesen de países donde la infección humana tiene casos confirmados.
Luego del primer caso confirmado, el "Metropark Hotel Wanchai" (hotel donde el paciente se hospedó) fue precintado por la policía y los funcionarios de salud del Centro de Protección de la Salud. Todos los huéspedes (350 en total) y el personal del hotel debieron de permanecer ahí por siete días. Después de que el primer caso de gripe A (H1N1) fue confirmado por el laboratorio, el Jefe del Ejecutivo de Hong Kong, Sir Donald Tsang, elevó el nivel de alerta, de "grave", a "emergencia".
El 2 de mayo, un total de 12 huéspedes del Metropark Hotel que no estaban dispuestos a permanecer en el hotel, fueron trasladados al hotel Lady MacLehose en Sai Kung de cuarentena.

### Macao
El 17 de junio, se detectó el primer caso de gripe A (H1N1) en Macao, al detectar la enfermedad en un hombre filipino que desarrolló fiebre a su llegada al Aeropuerto Internacional de Macao y dio positivo en las pruebas del virus. El paciente fue puesto en cuarentena en el hospital más grande de Macao, donde permanecía en condición "estable", informó el director del Buró de Salud, Chin Ion.
El 21 de junio, se confirmaron otros 2 casos en Macao subiendo a 3 casos confirmados, luego de que el número de casos también incrementaran tanto en Hong Kong como en China continental.
Hasta el 7 de mayo de 2010 (fecha de la última actualización), Macao reportó 2.625 casos y 2 muertes por la gripe A (H1N1).

## República de China (Taiwán)
La pandemia de gripe A (H1N1), que se inició en 2009, entró en Taiwán el 19 de mayo del mismo año. Éste fue el 9º país en reportar casos de gripe A en el continente americano.
El virus llegó a Taiwán el miércoles 20 de mayo, cuando funcionarios de salud de Taiwán reportaron su primer caso de influenza H1N1 en un hombre extranjero que ingresó a la isla proveniente de Estados Unidos. El infectado había dejado Taiwán el 20 de abril hacia Nueva York y se encontraba en Nueva York, en un barco realizando trabajo médico hasta el 17 de mayo".
El 2 de junio, las autoridades taiwanesas informaron de un caso más de gripe A (H1N1), elevando el número en la isla a 14. El infectado fue un niño que había viajado el 29 de mayo a Texas con escala en Los Ángeles, California.
El 17 de junio, Taiwán tenía 58 casos de gripe A (H1N1), incluidos tres nuevos, según el departamento local de prevención de enfermedades. De los tres casos nuevos, dos pacientes llegaron de Estados Unidos y Centroamérica. El otro era un caso de contracción local. De los 58 casos, 56 estuvieron en el extranjero. 28 pacientes estuvieron recientemente en Tailandia y 21 regresaron de EE. UU..
El 21 de junio, el número de personas infectadas por la gripe A (H1N1) en la isla de Taiwán subió a 60 casos confirmados.
Hasta el 7 de mayo de 2010 (fecha de la última actualización), Taiwán reportó 5.474 casos y 41 muertes por la gripe A (H1N1).